# Stephen Hawking
Stephen William Hawking, CBE, FRS, CH, FRSA (Oxford, 8 de gener del 1942 – Cambridge, 14 de març de 2018), fou un físic teòric, astrofísic, cosmòleg i divulgador científic anglès.

## Biografia
Originari d'una família resident a Londres, els seus pares decidiren traslladar-se fins a Oxford per evitar els bombardejos de la Segona Guerra Mundial. Quan Stephen tenia vuit anys, la seva família es va mudar a St Albans, un poble a uns 30 km al nord de la capital britànica, on als onze anys Stephen va anar a l'escola i després al Col·legi Major Universitari d'Oxford, l'antic col·legi del seu pare. Hawking volia estudiar matemàtica, malgrat que son pare hauria preferit que estudiés medicina, però pel fet que la matemàtica no podia estudiar-se al Col·legi Universitari va optar per estudiar física. Després de tres anys i no gaire treball, se li va concedir el títol de primera classe amb honors en ciències naturals.
Posteriorment, Hawking va anar a la Universitat de Cambridge per investigar cosmologia, perquè no hi havia ningú treballant en aquella àrea a Oxford en aquells moments. El seu supervisor va ser Dennis Sciama, encara que ell havia desitjat quedar a càrrec de Fred Hoyle, que estava treballant a Cambridge. Després d'aconseguir el doctorat va passar a ser investigador, i més tard professor al Col·legi de Gonville i Caius. Després d'abandonar l'Institut d'Astronomia el 1973, Stephen va entrar al Departament de Matemàtica Aplicada i Física Teòrica, i des del 1979 ocupà el lloc de professor titular de la Càtedra Lucasiana de Matemàtica. La càtedra va ser fundada el 1663 amb fons concedits al testament del reverend Henry Lucas, el qual havia estat membre del parlament per la universitat. Va ser ocupada primer per Isaac Barrow i després, el 1669, per Isaac Newton. Aquest càrrec el va mantenir fins a l'1 de novembre del 2009, data en la qual va passar al també físic Michael Green. Va morir el 14 de març de 2018 als 76 anys, coincidint amb el Dia Pi i amb el mateix dia en què Albert Einstein va néixer.

## Investigacions
Stephen Hawking treballava en les lleis bàsiques que governen l'univers. Juntament amb Roger Penrose, va mostrar que la teoria general de la relativitat d'Einstein implica que l'espai i el temps han de tenir un principi en el big bang i un final dins de forats negres. Resultats semblants assenyalen la necessitat d'unificar la relativitat general amb la teoria quàntica, l'altre gran desenvolupament científic de la primera meitat del segle xx. Una conseqüència de tal unificació que ell va descobrir era que els forats negres no eren totalment negres, sinó que podien emetre radiació i eventualment evaporar-se i desaparèixer. Una altra conjectura és que l'univers no té límits en el temps imaginari. Això implicaria que el mode en què l'univers va començar queda completament determinat per les lleis de la ciència.
Sobre la pregunta de Déu, hi ha una evolució en el pensament de Hawking, que conclou que no cal recórrer a la seva existència per a explicar l'existència de l'univers.
| «                 | No dic que Déu no existeixi. Déu és el nom que la gent dona a la raó per la qual som aquí. Però crec que aquesta raó no és algú amb qui podem tenir una relació personal, sinó les lleis de la física. Un Déu impersonal. | » |
| — Stephen Hawking | |   |

| «                 | Hom es podria preguntar què hi havia abans, però la resposta és que no hi havia res abans del big-bang, de la mateixa manera que no hi ha res més al sud del pol Sud. | » |
| — Stephen Hawking | |   |

## Esclerosi lateral amiotròfica
Hawking estava afectat d'una discapacitat severa des que se li va diagnosticar esclerosi lateral amiotròfica (ELA), la qual cosa no li va impedir mantenir la seva alta activitat científica i pública. Els primers símptomes de la malaltia van aparèixer durant la seva estada a Oxford i finalment va ser diagnosticat d'ELA als 21 anys, just abans del seu primer matrimoni. En aquell moment, els doctors li van pronosticar que no viuria més de 2 o 3 anys (temps de supervivència normal d'aquesta malaltia), però per motius desconeguts és de les poques persones que van sobreviure molts més anys, encara que patint l'avanç progressiu de la seva discapacitat.
El 1985, va patir una traqueotomia i des de llavors va utilitzar un sintetitzador de veu per a comunicar-se. Gradualment, va perdre l'ús de braços i cames, així com de la resta de la musculatura voluntària, incloent-hi la força del coll per a mantenir el cap dret; la seva mobilitat era pràcticament nul·la. La cadira de rodes que utilitzava en públic estava controlada per un ordinador que Hawking dirigia mitjançant lleus moviments de cap i ulls; aquest giny també li permetia seleccionar paraules i frases en el sintetitzador de veu.

## Hawking mediàtic
El 1988, Stephen Hawking, Arthur C. Clarke i Carl Sagan van protagonitzar el documental God, the Universe and Everything Else ("Déu, l'Univers i tota la resta"), on parlaven de la teoria del big-bang, de Déu i de la possibilitat que hi hagi vida extraterrestre.
A la presentació pública de la versió en vídeo del seu llibre Breu història del temps, Leonard Nimoy, l'intèrpret del senyor Spock a Star Trek, comentà que Hawking li havia dit que estava interessat en aparèixer a la pel·lícula, de manera que es va encarregar de parlar amb qui va fer falta perquè el científic pogués interpretar una simulació hologràfica d'ell mateix en un episodi de Star Trek: La nova generació el 1993. Aquell mateix any, la seva veu sintetitzada es va incorporar a la gravació de la cançó Keep Talking de Pink Floyd, i també el 1999 en un episodi d'Els Simpson. Ja en el gènere de no-ficció, Hawking és el protagonista de diversos documentals: The Real Stephen Hawking (2001), Stephen Hawking: Profile (2002) i Hawking (2013), així com la sèrie documental Stephen Hawking, Master of the Universe (2008). Hawking també ha aparegut com a estrella convidada a les sèries Futurama (dibuixos animats; en quatre episodis) i The Big Bang Theory (concretament en cinc episodis i, en altres dos, només la seva veu).
Hawking autoritzà l'ús de la seva veu a la pel·lícula biogràfica La teoria del tot (2014), en la que fou interpretat per Eddie Redmayne, un paper que li va donar l'Oscar al millor actor el 2014. També se'l representà a l'espectacle teatral Monty Python Live (Mostly) ("Monty Python en viu, més o menys"), el 2014. Apareixia cantant una versió extensa de la cançó Galaxy Song, després de deixar enrere el divulgador científic Brian Cox amb la seva cadira de rodes, en un vídeo gravat prèviament.
Hawking se servia de la seva fama per fer publicitat de diversos productes, com ara una cadira de rodes, una caixa d'estalvis pública, la companyia British Telecom, una cadena d'establiments d'òptica, un banc que opera a internet i una companyia financera. El 2015 va registrar el seu propi nom com a marca registrada.
Hawking fou el convidat de Neil deGrasse Tyson a la sèrie StarTalk el 4 de març de 2018, només deu dies abans de la seva mort. I també una setmana abans de morir, va ser la veu del guia Mark II a la sèrie radiofònica Guia galàctica per a autoestopistes.

## Reconeixements
El professor Hawking tenia dotze doctorats honorífics, va guanyar el CBE el 1982 i va ser designat Company d'Honor el 1989. Era receptor de nombrosos premis, guardons i medalles, i era Membre d'Honor de la Royal Society i de la US National Academy of Sciencies. Stephen Hawking va continuar combinant la vida en família (va tenir tres fills i un net) i la seva investigació en física teòrica junt amb un extens programa de viatges i conferències.
- 1975 - Eddington Medal
- 1985 - Gold Medal of the Royal Astronomical Society
- 1988 - Wolf Prize - in Physics
- 1989 - Premi Príncep d'Astúries de la Concòrdia
- 1999 - Julius Edgar Lilienfeld Prize de l'American Physical Society[27]
- 2006 - Medalla Copley
- 2016 - Professor honorari de l'Institut Astrofísic de les Illes Canàries[28][29]

## Publicacions
Les seves nombroses publicacions tècniques inclouen:
- Estructura a gran escala de l'espai temps amb G. F. R. Ellis.
- Relativitat general: revisió en el centenari d'Einstein amb W. Israel.
- 300 anys de gravetat amb W. Israel.

Stephen Hawking ha publicat cinc llibres de divulgació: 
- Breu història del temps, el seu èxit de vendes (Bantam Press, 1988)
- Forats negres i universos bebès i altres assajos (Bantam Books, 1993)
- L'univers en una closca de nou (2001)
- Brevíssima història del temps (2003)
- El gran disseny (2010)